# Liste bekannter Christlicher Archäologen
In der Liste bekannter Christlicher Archäologen werden Personen gesammelt, die für dieses Fach habilitiert wurden, als Autoren relevant sind oder andere bedeutende Beiträge zur Christlichen Archäologie geleistet haben. Was das Fach Christliche Archäologie umfasst, ist im Einzelnen umstritten, siehe unter Christliche Archäologie. Danach beschäftigt sie sich entweder mit der christlichen Kunst der ersten sechs Jahrhunderte nach der Zeitenwende oder aber mit den materiellen Hinterlassenschaften der Spätantike, gleich ob christlich, heidnisch oder profan. Beziehungen bestehen zur Biblischen Archäologie, die die Hinterlassenschaft aus alttestamentlicher Zeit untersucht, der Klassischen-, Vorderasiatischen- und Provinzialrömischen Archäologie, Alten Geschichte, Ägyptologie sowie der Epigraphik, Papyrologie, Numismatik und Byzantinistik, die sich häufig auch mit Aspekten der frühchristlichen bzw. spätantiken Kunst und Kultur beschäftigen. An theologischen Fakultäten wird die Christliche Archäologie zum Teil von den Dozenten der Alten Kirchengeschichte mit vertreten.

## Liste

### A
- Hans Achelis (Deutscher, 1865–1937)
- Carl Andresen (Deutscher, 1909–1985)
- Achim Arbeiter (Deutscher, * 1958)
- Panajota Asimakopoulou-Atzaka (Griechin, * 20. Jh.)

### B
- Franz Alto Bauer (Deutscher, * 1965)
- Christa Belting-Ihm (Deutsche, * 1927)
- Hermann Wolfgang Beyer (Deutscher, 1898–1942)
- Sible de Blaauw (Niederländer, * 1951)
- Antonio Bosio (Italiener, um 1575–1629)
- Giuseppe Bovini (Italiener, 1915–1975)
- Hugo Brandenburg (Deutscher, 1929–2022)
- Gunnar Brands (Deutscher, * 1956)

### C
- Alfonso Chacón (Spanier, 1530–1599)

### D
- Ernst Dassmann (Deutscher, * 1931)
- Johannes G. Deckers (Deutscher, * 1940)
- Friedrich Wilhelm Deichmann (Deutscher, 1909–1993)
- Franz Joseph Dölger (Deutscher, 1879–1940)
- Jutta Dresken-Weiland (Deutsche, * 1963)

### E
- Arne Effenberger (Deutscher, * 1942)
- Josef Engemann (Deutscher, 1926–2020)

### F
- Otto Feld (Deutscher, 1928–2011)
- Antonio Enrico Felle (Italiener, * 1962)
- Johannes Ficker (Deutscher, 1861–1944)
- Joseph Führer (Deutscher, 1858–1903)

### G
- Raffaele Garrucci (Italiener, 1812–1885)
- Friedrich Gerke (Deutscher, 1900–1966)
- André Grabar (Franzose, 1896–1990)
- Peter Grossmann (Deutscher, 1933–2021)
- Nicolae Gudea (Rumäne, 1941–2019)

### I
- Emil Iwanow (Bulgare, * 1970)

### J
- Carola Jäggi (Schweizerin, * 1963)

### K
- Karl Maria Kaufmann (Deutscher, 1872–1951)
- Johann Peter Kirsch (Luxemburger, 1861–1941)
- Engelbert Kirschbaum (Deutscher, 1902–1970)
- Theodor Klauser (Deutscher, 1894–1984)
- Guntram Koch (Deutscher, * 1941)
- Johannes Kollwitz (Deutscher, 1903–1968)
- Dieter Korol (Deutscher, * 1951)
- Bernhard Kötting (Deutscher, 1910–1996)
- Carl Hermann Kraeling (US-Amerikaner, 1897–1966)
- Franz Xaver Kraus (Deutscher, 1840–1901)
- Richard Krautheimer (Deutscher, später US-Amerikaner, 1897–1994)

### L
- Peter Lampe (Deutscher, * 1954)
- Jean Lassus (Franzose, 1903–1990)

### M
- Orazio Marucchi (Italiener, 1852–1931)
- Frits van der Meer (Niederländer, 1904–1994)
- Mario Mirabella Roberti (Italiener, 1909–2002)
- Philipp Müller (Deutscher, 1804–1870)
- Paul van Moorsel (Niederländer, 1931–1999)

### O
- Gaudenzio Orfali (Italiener, 1889–1926)

### P
- Pedro de Palol (Spanier, 1922–2006)
- Stylianos Pelekanidis (Grieche, 1909–1980)
- Urs Peschlow (Deutscher, 1943–2018)
- Renate Pillinger (Österreicherin, * 1951)
- Peter Poscharsky (Deutscher, 1932–2016)

### R
- William Mitchell Ramsay (Brite, 1851–1939)
- Louis Reekmans (Niederländer, 1925–1992)
- Giovanni Battista de Rossi (Italiener, 1822–1894)

### S
- Joseph Sauer (Deutscher, 1872–1949)
- Helmut Schlunk (Deutscher, 1906–1982)
- Alfons Maria Schneider (Deutscher, 1896–1952)
- Sabine Schrenk (Deutsche, * 1954)
- Victor Schultze (Deutscher, 1851–1937)
- Walter Nikolaus Schumacher (Deutscher, 1913–2004)
- Hans-Georg Severin (Deutscher, * 1941)
- Christine Strube (Deutsche, * 1943)
- Josef Strzygowski (Österreicher, 1862–1941)
- Georg Stuhlfauth (Deutscher, 1870–1942)
- Alfred Stuiber (Deutscher, 1912–1981)
- Paul Styger (Schweizer, 1887–1939)
- Ludwig von Sybel (Deutscher, 1846–1929)
- Jean-Michel Spieser (Franzose, * 1942)

### T
- William Tabbernee (Australier, * 1944)
- Georges Tchalenko (Russe, später Franzose, 1905–1987)
- Pasquale Testini (Italiener, 1924–1989)
- Hans Georg Thümmel (Deutscher, 1932–2022)
- Oskar Thulin (Deutscher, 1898–1971)

### U
- Thilo Ulbert (Deutscher, * 1939)

### V
- Melchior de Vogüé (Franzose, 1829–1916)
- Ute Verstegen (Deutsche, * 1970)
- Wolfgang Fritz Volbach (Deutscher, 1892–1988)

### W
- Rainer Warland (Deutscher, * 1951)
- Kurt Weitzmann (Deutscher, später US-Amerikaner, 1904–1993)
- Anton de Waal (Deutscher, 1837–1917)
- Klaus Wessel (Deutscher, 1916–1987)
- Stephan Westphalen (Deutscher, * 1961)
- Joseph Wilpert (Deutscher, 1857–1944)
- Rotraut Wisskirchen (Deutsche, 1936–2018)
- Joseph Wittig (Deutscher, 1879–1949)

### Z
- Norbert Zimmermann (Deutscher, * 1968)